# مارتين لينيس
مارتين لينيس (بالنرويجية البوكمول: Martin Linnes)‏ (20 سبتمبر 1991 كونغسفينغر النرويج - ) هو لاعب كرة قدم نرويجي، يلعب كلاعب وسط.

## روابط خارجية
- مارتين لينيس على موقع الاتحاد الدولي (مؤرشف)  (الإنجليزية)
- مارتين لينيس على موقع الاتحاد الأوربي (الإنجليزية)
- مارتين لينيس على موقع اتحاد النرويج (النرويجية)
- مارتين لينيس على موقع اتحاد تركيا (لاعب) (الإنجليزية)
- مارتين لينيس على موقع قاعدة بيانات كرة القدم.إي يو (الإنجليزية)
- مارتين لينيس على موقع ناشيونال فوتبول تيمز (الإنجليزية)
- مارتين لينيس على موقع Soccerbase.com (لاعب) (الإنجليزية)
- مارتين لينيس على موقع Soccerway.com (الإنجليزية)
- مارتين لينيس على موقع عالم كرة القدم.نت (الإنجليزية)
- مارتين لينيس على موقع AS.com (الإسبانية)